# Senconac
Senconac is een plaats en voormalige gemeente in het Franse departement Ariège in de regio Occitanie en telt 6 inwoners (2009). De plaats maakt deel uit van het arrondissement Foix.

## Geschiedenis
Senconac is op 1 januari 2015 gefuseerd met de gemeente Caychax tot de gemeente Caychax-et-Senconac.

## Geografie
De oppervlakte van Senconac bedraagt 5,0 km², de bevolkingsdichtheid is dus 1,2 inwoners per km².

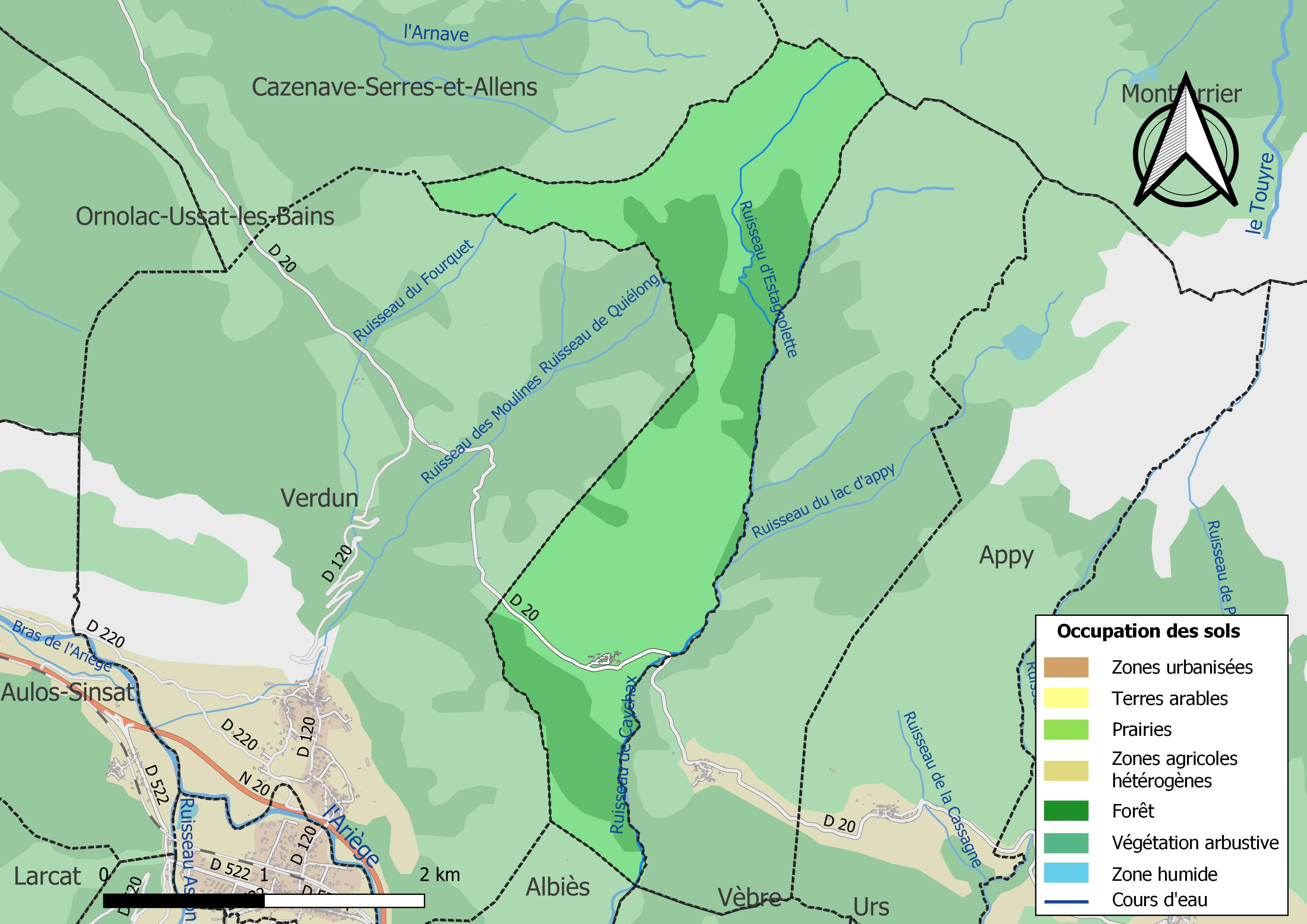
Kaart van de gemeente met de belangrijkste infrastructuur, bodemgebruik en omliggende gemeenten

## Demografie
Onderstaande figuur toont het verloop van het inwonertal.
Vanwege een beveiligingsprobleem met de MediaWiki Graph-software is het momenteel niet mogelijk deze grafiek weer te geven. Zodra de software is bijgewerkt zal de grafiek vanzelf weer zichtbaar worden.